# Клямры (герб)
Клямры (пол. Klamry) — польский дворянский герб.

## Описание
В красном поле две серебряные скобы, положенные в виде Андреевского креста и в нижней половине сходящиеся наподобие щипцов. В нашлемнике — павлиньи перья, на которых изображена Гоздава.
Этот герб принят вместо Гоздавы Андреем Немирой при переселении его в Русь. Андреевские кресты в гербах наших нередки, но не всегда сохраняют они первоначальную фигуру эмблемы Клямр..

## Герб используют
Baratyński, Bielikowicz, Boratyński, Bour, Buchowiecki, Hubarewicz, Jurhiewicz, Klamra, Klawsewicz, Kleczkowski, Kławsewicz, Koziutycz, Krupecki, Myszyński, Narusz, Nekraś, Niekrasz, Niekraszewicz, Niekraś, Niemierzyc, Niemira, Niemirowicz, Niemiryc, Niemirycz, Niemirzyc, Rabsztyński, Rapsztyński, Siennicki, Silicz, Sinicki, Tarkowski, Терлецкие (Terlecki), Tupalski, Worona, Woronowicz, Wyśkiwec, Wyśkiwiec, Wytyz, Wytyzcz